# Preixan
Preixan je francouzská obec v departementu Aude na jihu Francie.

## Památky
- kostel svaté Jany v neogotickém stylu, postavený na základech zbořeného hradu

## Vývoj počtu obyvatel
Počet obyvatel